# Inte Aktuellt
Inte Aktuellt (originaltitel: Not The Nine O'Clock News) är ett humorprogram som visades på BBC2 mellan 1979 och 1982. Medverkade gjorde främst Rowan Atkinson, Pamela Stephenson, Mel Smith och Griff Rhys Jones. Många brittiska komiker har skrivit sketcher till programmet.
Namnet Not The Nine O'Clock News åsyftade på att programmet sändes samtidigt som The Nine O'Clock News i BBC1. Den svenska titeln ska åsyfta Aktuellt som också sändes klockan nio i Sveriges motsvarighet till BBC1, TV1.
Serien hade svensk premiär den 9 juli 1982.